# Аннака
Аннака (яп. 安中市 Аннака-си) — город в Японии, находящийся в префектуре Гумма. Площадь города составляет 276,34 км², население — 61 275 человек (1 июля 2014), плотность населения — 221,74 чел./км².

## Географическое положение
Город расположен на острове Хонсю в префектуре Гумма региона Канто. С ним граничат города Такасаки, Томиока и посёлки Симонита, Каруидзава.

## Население
Население города составляет 61 275 человек (1 июля 2014), а плотность — 221,74 чел./км². Изменение численности населения с 1980 по 2005 годы:
| 1980 | 62 274 чел. |  |
| 1985 | 63 406 чел. |  |
| 1990 | 64 326 чел. |  |
| 1995 | 64 853 чел. |  |
| 2000 | 64 893 чел. |  |
| 2005 | 63 179 чел. |  |

## Символика
Деревом города считается криптомерия, цветком — цветок сливы японской, птицей — мандаринка.